# Argostemma sumatranum
Argostemma sumatranum là một loài thực vật có hoa trong họ Thiến thảo. Loài này được Boerl. & Koord. mô tả khoa học đầu tiên năm 1911.